# Pastoriestraat (Brugge)

Ligging van de Pastoriestraat

De Pastoriestraat is een drukke woonstraat gelegen in Sint-Andries. De straat begint bij de Gistelse Steenweg en gaat aan het einde over in een fiets- en wandelpad aan het kanaal Brugge-Oostende. De naam van de straat verwijst naar de oude pastorie uit 1631 die bij het kerkhof was gelegen; na het slopen van deze pastorie in 1957 werd in 1965 de huidige pastorie gebouwd op nummer 3, vlak bij de Sint-Andries-en-Sint-Annakerk.
De huizen langs de straat zijn in diverse stijlen gebouwd, waaronder de eclectische  stijl, het modernisme en de cottagestijl. Tevens zijn er arbeiderswoningen aanwezig. In de jaren 20 van de 20e eeuw zijn er kassen gebouwd.

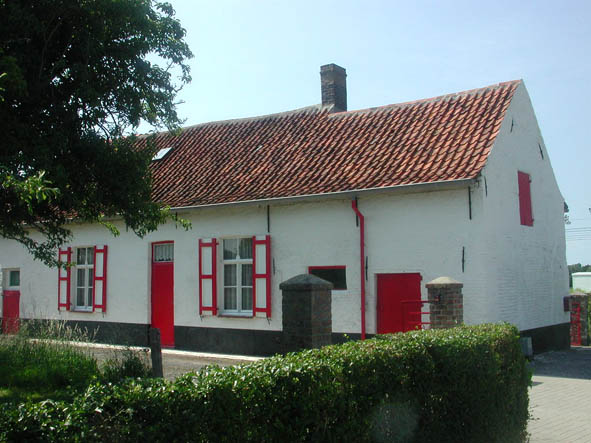
Pastoriestraat 253

In de straat hebben verschillende gebouwen een monumentenstatus.

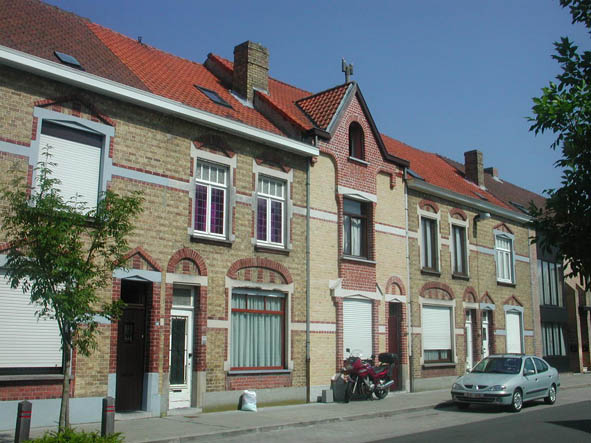
Pastoriestraat 150-158